# Lobocla bifasciatus
Lobocla bifasciatus är en fjärilsart som beskrevs av Bremer och William Grey 1853. Lobocla bifasciatus ingår i släktet Lobocla och familjen tjockhuvuden. Inga underarter finns listade i Catalogue of Life.